# エンリケ・ペーニャ・ニエト
エンリケ・ペーニャ・ニエト（スペイン語: Enrique Peña Nieto、スペイン語発音: [enˈrike ˈpeɲa ˈnjeto] ( 音声ファイル)、1966年7月20日 - ）は、メキシコの政治家。第57代のメキシコ合衆国大統領を務めた。日本のメディアではエンリケ・ペニャニエトとされることが多いほか、外務省は「エンリケ・ペニャ・ニエト」という表記を採用している。

## 来歴
メヒコ州アトラコムルコ出身。宗教はカトリック。出身校はパン・アメリカン大学。
2005年9月16日から2011年9月15日までの6年間、メヒコ州の知事を務めた後、2012年12月1日にメキシコ合衆国大統領に就任した。これにより、ペーニャ・ニエトの所属する制度的革命党 (PRI) は12年ぶりに政権を取り戻した。彼は、不正が行われたと非難された2012年メキシコ大統領選挙が、連邦選挙管理委員会によって有効と宣言されたのち次期大統領として発表された。2012年12月1日に彼はフェリペ・カルデロン大統領から政権を引き継ぎ、71年間にわたりメキシコを支配してきたPRIの党勢を回復させた。
2011年9月に大統領選への出馬を表明し、その4日後に知事を辞職した。同年の11月に正式に候補者の登録をした。ペーニャ・ニエトの大統領選における得票率は38%で、立法府では過半数を持っていないものの、12年ぶりのPRIの大統領となった。PRIは2000年に国民行動党 (PAN) に敗れるまでの71年間、一貫してメキシコを統治してきた政党であった。
しかし、PRIの政権復帰を望まない国民も存在した。メキシコ各地でペーニャ・ニエト政権に対する数千人規模のデモ行進が行われ、特にジョ・ソイ・132（私は132人目だ、の意）と呼ばれる学生運動では、選挙の不正とメディアの偏向報道に関する疑惑が追及された。PRI政権時代の同党が汚職や抑圧、経済政策の失敗と不正選挙の象徴となっていたために抗議した人々もいた。そうした過去への回帰を意味するのではないかと、都市部を中心に多くのメキシコ人が危惧したのであった。これに対して、ペーニャ・ニエトはそのような疑念を否定し、政府を民主的かつ近代的で、批判に対して開かれたものにすると公約した。彼はまた麻薬戦争の継続や、犯罪者と協定を結ばないことを誓った。
PAN政権では、与党が議会で多数派を占めていなかったため、改革を断行することができなかった。PRIは政権与党としての豊富な経験を訴え、有権者に十分な説得力を与えた。選挙期間中の世論調査で、ペーニャ・ニエトは広範な支持を維持した。彼はメキシコ経済の活性化、民間部門との競争力を向上させるための国営石油会社ペメックスの完全民営化の認可、さらに6年間に55,000人以上の死者を出した麻薬に関する暴力の減少を公約に掲げた。ペーニャ・ニエトはメキシコシティとケレタロを結ぶメキシコ初の高速鉄道を建設するインフラ整備も公約に掲げ、2014年に中国鉄建と中国南車とメキシコ企業で構成されたコンソーシアムが受注するもそのうちのメキシコ企業から大統領が献金を受けて大統領夫人が邸宅を購入したとする汚職疑惑が持ち上がり、ペーニャ・ニエトは計画を無期限延期して中華人民共和国の企業に賠償金を支払うことになった。在任中にはメキシコ麻薬戦争最大の大量殺人とされる2014年メキシコ・イグアラ市学生集団失踪事件も起き、国際的な批判にさらされた。また、米国・メキシコ・カナダ協定に署名した。
- 2012年7月1日に行われた大統領選挙。
- 左から妻のアンヘリカ・リベラ、ペーニャ・ニエト、コスタリカのラウラ・チンチージャ大統領（2013年2月19日）
- 左から衆議院副議長の赤松広隆、衆議院議長の伊吹文明、ペーニャ・ニエト（2013年4月8日）

## 人物
- ペーニャ・ニエトの父ヒルベルト・エンリケ・ペーニャ・デル・マソ (Gilberto Enrique Peña del Mazo) は電気技術者、母マリーア・デル・ペルペトゥオ・ソコロ・オフェリア・ニエト・サンチェス (María del Perpetuo Socorro Ofelia Nieto Sánchez) は学校教師。2007年に前妻モニカ・プレテリーニ・サエンス (Mónica Pretelini Sáenz) が急死したが、2010年に女優のアンヘリカ・リベラ（英語版、スペイン語版）と再婚し、2019年に離婚した。前妻との間に3人の子を儲けている他、愛人との間に作った2人の婚外子がいる。

- 2013年4月に来日している。

## 著作
- 『世界論』（エンリケ・ペーニャ・ニエト、安倍晋三、朴槿恵ほか、土曜社、2014年1月）